# Église en bois Saint-Georges de Seča Reka
Pour les articles homonymes, voir Église Saint-Georges.
L'église en bois Saint-Georges de Seča Reka (en serbe cyrillique : Црква брвнара Светог Ђорђа у Сечој Реци ; en serbe latin : Crkva brvnara Svetog Đorđa u Sečoj Reci) est une église orthodoxe serbe située à Seča Reka, dans le district de Zlatibor et dans la municipalité de Kosjerić en Serbie. Elle est inscrite sur la liste des monuments culturels de grande importance de la république de Serbie (identifiant no SK 199).

## Présentation

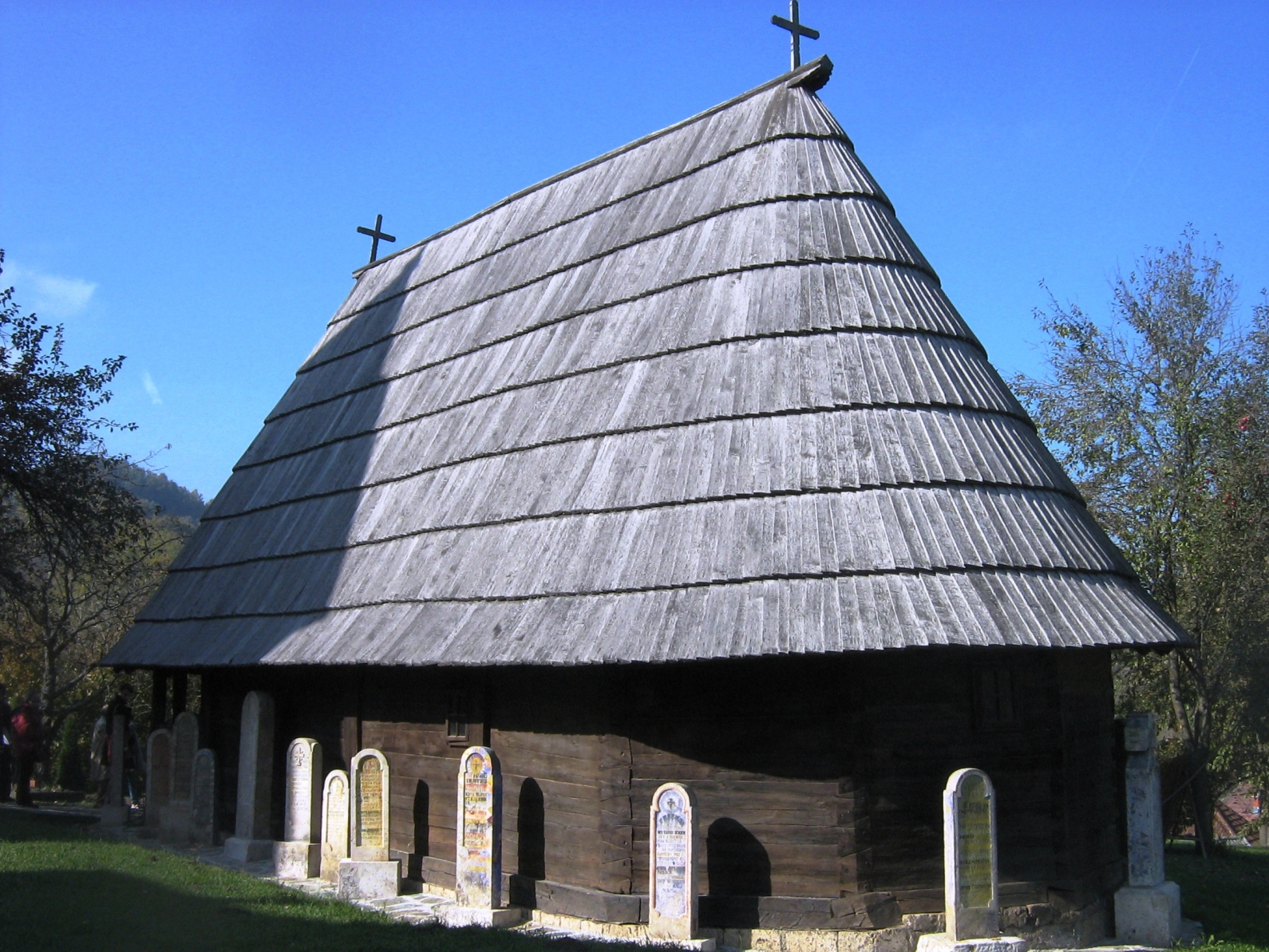
Autre vue de l'église.

L'église a été construite dans la première ou la seconde décennie du XIXe siècle, à l'emplacement d'un édifice plus ancien datant de 1805-1806. Elle est constituée d'un narthex, d'une nef et d'une abside polygonale ; le toit pentu est recouvert de bardeaux. Les portes d'entrée occidentales et septentrionales sont richement décorées de rosettes sculptées. À l'intérieur, en plus du narthex, de la nef et de l'autel, un espace est réservé à la proscomidie. Les peintures des « portes royales » et du tympan de l'iconostase sont dues à Simeon Lazović, qui y a réalisé l'une de ses meilleures créations.
Autour de l'église se trouvent des pierres tombales du XIXe siècle.

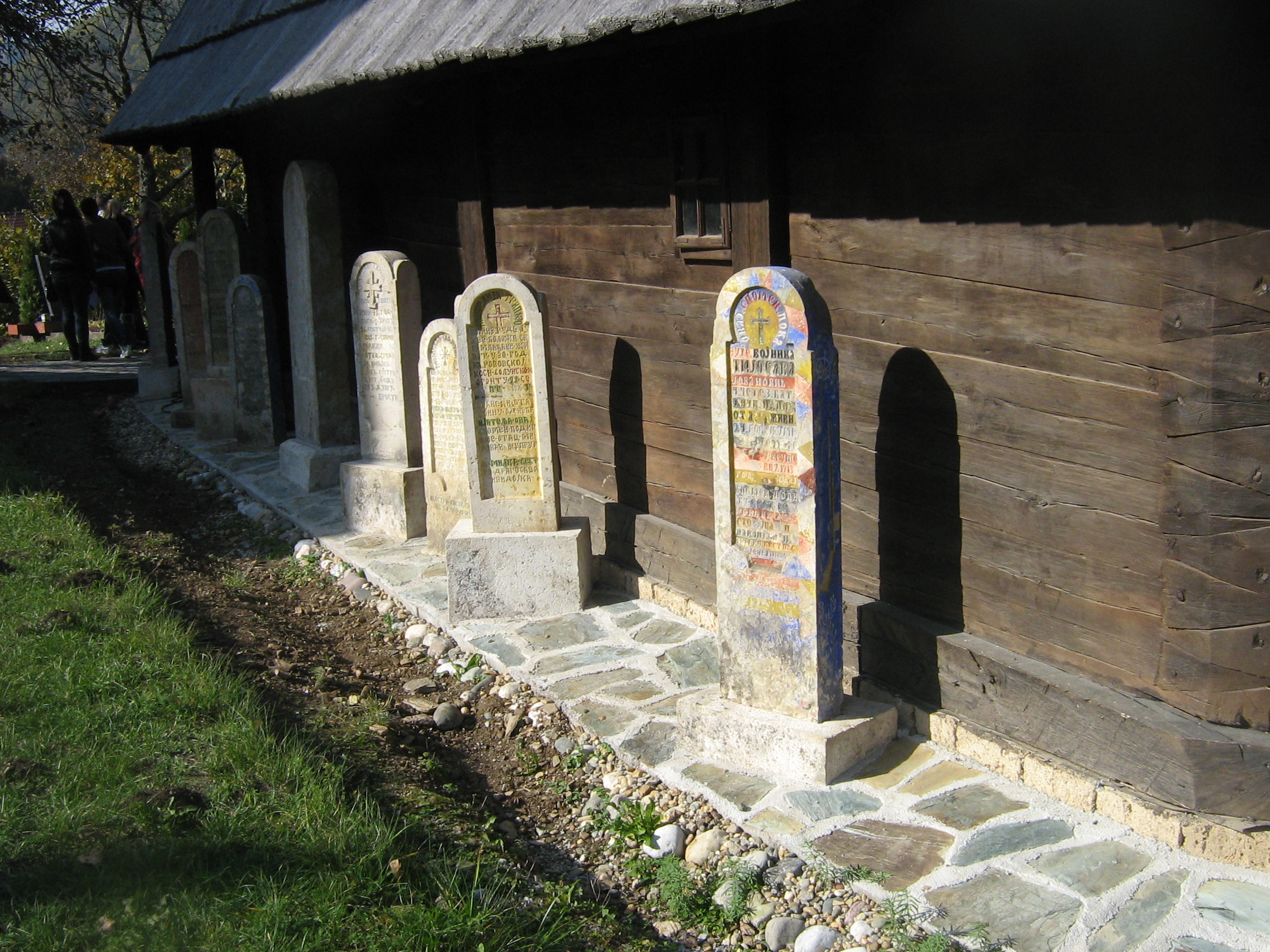
Autre vue de l'église.

Des travaux de restauration ont été effectués en 1952 et 1975.